# 梁英豪
梁英豪（1926年—2010年），广东人。中华人民共和国编辑、化学家。

## 生平
毕业于上海圣约翰大学化学系。1953年调入人民教育出版社工作后，先后任自然科学编辑室副主任、化学编辑室主任、编审等职。兼任中国教育学会化学教学研究会副理事长、中国化学会化学教育委员会副主任委员、《化学通报》及《化学教育》副主编，曾任上海师范大学兼职教授，华东师范大学比较教育研究所兼职研究员。陕西师范大学兼职教授。曾主持并参与起草中国多个中学化学教学大纲。2010年去世。